# Zlatni studio 2024.
Zlatni studio 2024. sedmo je izdanje medijske nagrade u Hrvatskoj koja se održala 9. veljače 2024. godine u 20:15 sati, a nagrade su bile dodijeljene za prethodnu godinu.
Nagrada Zlatni studio dodijelile su se u pet kategorija: film, televizija, kazalište, glazba, i radio sa 21 nagradom.
Glasovanje se odvilo u dva kruga: prvi krug je trajao od objave nominiranih, 8. prosinca do 29. prosinca 2023. godine, a drugi krug počeo je objavom troje finalista po svakoj od kategorija, 5. siječnja do 13. siječnja 2024. godine u ponoć.
Voditelji programa bili su Jelena Glišić i Igor Kovač, uz njih je bio i studijev kolumnist, kaktus Piko Bodljić, kojeg je utjelovio Mario Petreković

## Dobitnici i nominirani
Dobitnici nagrade Zlatni studio —       Eliminirani nakon prvog kruga glasovanja

### Film

#### Najbolji filmski glumac
| Nominirani        | Lik             | Film               | Produkcija                   |
| ----------------- | --------------- | ------------------ | ---------------------------- |
| Živko Anočić      | Miro            | Escort             | Kinorama                     |
| Slavko Sobin      | Fran            | Samo kad se smijem | Maxima Film                  |
| Krešimir Mikić    | Ninoslav Radman | Sedmo nebo         | 15 Art / Petnaesta umjetnost |
| Zdenko Jelčić     | Vlado           | Garbura            | Maxima Film                  |
| Ljubomir Bandović | Zoran           | Garbura            | Maxima Film                  |

#### Najbolja filmska glumica
| Nominirani      | Lik     | Film               | Produkcija      |
| --------------- | ------- | ------------------ | --------------- |
| Tihana Lazović  | Tina    | Samo kad se smijem | Maxima Film     |
| Katja Matković  | Paulina | Dnevnik Pauline P. | Jaka produkcija |
| Marija Škaričić | Ana     | Tragovi            | Kinorama        |
| Lana Barić      | Vesna   | Glava velike ribe  | Izazov 365      |
| Ivana Roščić    | Ines    | Garbura            | Maxima Film     |

#### Najbolji igrani film
| Nominirani         | Redatelj       | Produkcija         |
| ------------------ | -------------- | ------------------ |
| Escort             | Lukas Nola     | Kinorama           |
| Cvrčak i mravica   | Luka Rukavina  | Diedra, Zagreb flm |
| Dnevnik Pauline P. | Neven Hitrec   | Jaka produkcija    |
| Garbura            | Josip Žuvan    | Maxima Film        |
| Tragovi            | Dubravka Turić | Kinorama           |

### Televizija

#### Najbolji/a TV voditelj/voditeljica
| Nominirani        | Televizija |
| ----------------- | ---------- |
| Mojmira Pastorčić | RTL        |
| Zoran Šprajc      | RTL        |
| Joško Lokas       | HRT        |
| Frano Ridjan      | Nova TV    |
| Mirko Fodor       | HRT        |

#### Najbolji/a TV novinar/novinarka
| Nominirani           | Televizija |
| -------------------- | ---------- |
| Martina Validžić     | HRT        |
| Ivana Petrović       | Nova TV    |
| Aleksandar Stanković | HRT        |
| Zrinka Grancarić     | HRT        |
| Goran Milić          | HRT        |

#### Najbolja TV serija
| Nominirani            | Televizija |
| --------------------- | ---------- |
| Kumovi                | Nova TV    |
| Šutnja                | HRT        |
| San snova             | RTL        |
| Gora                  | HRT        |
| Oblak u službi zakona | HRT        |

#### Najbolja TV zabava
| Nominirani   | Televizija |
| ------------ | ---------- |
| The Voice    | HRT        |
| Supertalent  | Nova TV    |
| Superpotjera | HRT        |
| Superstar    | RTL        |
| Masterchef   | Nova TV    |

#### Najbolji reality show
| Nominirani        | Televizija |
| ----------------- | ---------- |
| Život na vagi     | RTL        |
| Riba na torti     | Nova TV    |
| Masked Singer     | RTL        |
| Superpar          | RTL        |
| Ljubav je na selu | RTL        |

#### Najbolja TV emisija
| Nominirani       | Televizija |
| ---------------- | ---------- |
| Sretni gradovi   | HRT        |
| RTL Direkt       | RTL        |
| Dosje Jarak      | RTL        |
| Vrtlarica        | HRT        |
| Betonski spavači | HRT        |

### Kazalište

#### Najbolja kazališna predstava
| Nominirane predstave | Redatelj       | Kazalište                     |
| -------------------- | -------------- | ----------------------------- |
| Zbilja               | Tomislav Šoban | HNK Zagreb                    |
| San Ivanjske noći    | Paolo Magelli  | HNK Varaždin                  |
| Moji tužni monstrumi | Vito Taufer    | GDK Gavella                   |
| Candide              | Hrvoje Korbar  | GK “Marin Držić” u Dubrovniku |
| Višnjik A. P. Čehova | Ivan Popovski  | ZKM                           |

#### Najbolja muška kazališna uloga
| Nominirane      | Uloga           | Predstava               | Kazalište    |
| --------------- | --------------- | ----------------------- | ------------ |
| Filip Šovagović | Fabijan         | Moji tužni monstrumi    | GDK Gavella  |
| Franjo Dijak    | Ivan            | Moji tužni monstrumi    | GDK Gavella  |
| Damir Lončar    | Meštar          | Velo misto              | ZGK Komedija |
| Stipe Radoja    | Mate            | Crvena voda             | HNK Split    |
| Ivan Ćaćić      | Josip Matijević | Jom Kipur ili pomirenje | HNK Osijek   |

#### Najbolja ženska kazališna uloga
| Nominirane           | Uloga                  | Predstava                      | Kazalište                    |
| -------------------- | ---------------------- | ------------------------------ | ---------------------------- |
| Helena Minić Matanić | Ravnateljica           | Slučaj vlastite pogibelji      | HNK Varaždin                 |
| Jelena Miholjević    | Lidija, Slava i Milica | Moji tužni monstrumi           | GDK Gavella                  |
| Nives Ivanković      | Vesna                  | Crvena voda                    | HNK Split                    |
| Anita Matić Delić    | Amelija                | Subota, nedjelja i ponedjeljak | Satiričko kazalište Kerempuh |
| Hana Hegedušić       | Yvette Pottier         | Majka Hrabrost i njezina djeca | HNK Varaždin                 |

#### Najbolje novo lice u kazalištu i na filmu
| Nominirane      | Uloga / Lik        | Predstava / Film     | Kazalište |
| --------------- | ------------------ | -------------------- | --------- |
| Nika Grbelja    | Una                | Hotel Pula           | –         |
| Ružica Maurus   | Gostioničarka Ruža | Gostioničarka        | GK Požega |
| Katja Marković  | Paulina            | Dnevnik Pauline P.   | –         |
| Marin Klišmanić | Kapetan Lujo Bona  | Gostioničarka        | GK Požega |
| Petra Svrtan    | Dunjaša            | Višnjik A. P. Čehova | ZKM       |

### Glazba

#### Najbolji pjevač
| Nominirani    |
| ------------- |
| Matija Cvek   |
| Petar Grašo   |
| Damir Urban   |
| Tony Cetinski |
| Marko Kutlić  |

#### Najbolja pjevačica
| Nominirani   |
| ------------ |
| Nina Badrić  |
| Severina     |
| Vanna        |
| Tereza       |
| Lorena Bućan |

#### Najbolja pjesma
| Nominirani   | Izvođač                   |
| ------------ | ------------------------- |
| Mama ŠČ!     | Let 3                     |
| Nemoj        | Petar Grašo i Nina Badrić |
| Mamma Mia    | Grše                      |
| Mamacita     | Vojko V                   |
| Stare navike | Prljavo kazalište         |

#### Najbolje novo lice
| Nominirani    |
| ------------- |
| Grše          |
| Igor Drvenkar |
| Miach         |
| Marko Bošnjak |
| Z++           |

#### Najbolji koncert
| Nominirani     | Mjesto       |
| -------------- | ------------ |
| Damir Urban    | Arena Zagreb |
| Doris Dragović | Arena Zagreb |
| Gibonni        | Arena Zagreb |
| Dalmatino      | Arena Zagreb |
| Jelena Rozga   | Arena Zagreb |

#### Video spot
| Nominirani        | Izvođač                  | Redatelj               |
| ----------------- | ------------------------ | ---------------------- |
| Mama ŠČ!          | Let 3                    | Radislav Jovanov Gonzo |
| Mlijeko proliveno | Gibonni                  | Vojan Koceić           |
| Mamacita          | Vojko V                  | Rino Barbir            |
| Većinom           | Pips, Chips & Videoclips | Radislav Jovanov Gonzo |
| Stare navike      | Prljavo kazalište        | Radislav Jovanov Gonzo |

### Radio

#### Najbolja radijska postaja
| Nominirani      |
| --------------- |
| Radio Sljeme    |
| Top Radio       |
| Otvoreni radio  |
| bravo!          |
| Radio Dalmacija |

#### Najbolji radijski glas
| Nominirani                       | Radijska postaja |
| -------------------------------- | ---------------- |
| Daniel Bilić                     | Yammat           |
| Barbara Kolar                    | Top Radio        |
| Tatjana Jurić                    | bravo!           |
| Davor Valčić i Nebojša Prtenjača | 057              |
| Petra Kapor Radman               | Radio Dalmacija  |

### Zlatni Studio za životno djelo
- Goran Milić
- Tereza Kesovija

## Vanjske poveznice
- Službena stranica medijske nagrade Zlatni studio
- Službena stranica medijske nagrade Zlatni studio 2024. godine
- Službena stranica Zlatni studio 2024. Arhivirana inačica izvorne stranice od 8. prosinca 2023. (Wayback Machine)